# Economía de Kosovo
Kosovo es una de las regiones más pobres de Europa con un ingreso per cápita de 1500 € anuales por persona. A pesar de las subvenciones al desarrollo promovidas durante el gobierno de Tito; Kosovo era la provincia más pobre de la ex Yugoslavia. En el transcurso de las décadas de 1990-2000, las deficientes políticas económicas, las sanciones internacionales posteriores a las Guerras Yugoslavas y la consecuente debilidad de acceso al comercio exterior y las finanzas, así como los conflictos étnicos dañaron gravemente la ya débil economía de esta conflictiva región.

## Historia
La UNMIK presentó un régimen de comercio exterior y de administración de aduanas el 3 de septiembre de 1999, cuando se puso en marcha un plan de administración de aduanas en los controles fronterizos de la región del Kosovo, después de estabilizar la región con el fin de las guerras yugoslavas. Todas las mercancías importadas en Kosovo pagan un arancel del 10% por conceptos como impuestos de legalización y derechos de aduana. Estos impuestos son recogidos en todos los puntos de recaudo de impuestos instalados en las zonas fronterizas de Kosovo (incluidos los declarados existentes entre Kosovo y Serbia), y usados para la financiación de las instituciones kosovares. La misión delegada de las Naciones Unidas UNMIK y las instituciones gubernamentales de Kosovo han firmado unos Tratados de Libre Comercio con Albania, Bosnia y Herzegovina, Croacia y Macedonia del Norte. Estos tratados no son reconocidos por Serbia.
El euro/€ es la principal moneda de circulación en Kosovo y la utilizada por las autoridades de la misión UNMIK y las instituciones gubernamentales. Al principio, Kosovo aprobó el uso del marco alemán en 1999 para sustituir al dinar serbio en circulación, y por consiguiente, se trasladó su paridad al euro cuando el marco alemán fue sustituido por este. Aún hoy día, en las zonas de mayoría serbia aún persiste el uso del dinar como medio de pago.

## Estado General
La economía se ha visto seriamente debilitada en Kosovo por los aún no resueltos asuntos internacionales en las que se ve involucrada esta región (como su independencia no reconocida por parte de la comunidad internacional), lo que ha hecho difícil el atraer y mantener inversiones y préstamos tanto internos como foráneos; y su gran dependencia en materia energética de Serbia, lo que no le ha permitido mantener ni desarrollar una buena base para su desarrollo económico.
La provincia ha mostrado una seria debilidad económica; puesto que su base industrial radica en gran parte en la fabricación de productos propios de industrias ligeras establecidas durante el gobierno comunista de Tito (productos de consumo masivo como gasolina, cigarrillos y cemento); no teniendo una base económica sólida, salvo la agrícola. Este hecho ha producido una próspera economía del contrabando, sobre todo de productos de consumo producidos internamente a cambiar por otros de mayor necesidad (tales como medicamentos, artículos de lujo, agua potable y gas-oil). La prevalencia de la corrupción oficial y la influencia de bandas criminales organizadas han causado una mala percepción internacional sobre la viabilidad de la región. Las Naciones Unidas han hecho de la lucha contra la corrupción y la delincuencia organizada una prioridad, prometiendo una "tolerancia cero" como enfoque principal en su mandato. 
Algunas empresas comprometidas en el desarrollo económico de Kosovo, ya sea por lazos históricos, como el caso del grupo fabricante de automóviles alemán Volkswagen, que ha abierto sucursales en Kosovo de sus filiales Porsche, Volkswagen, Audi y SEAT (que se empiezan a vender en Kosovo por el mismo distribuidor); y debido al reconocimiento otorgado por Austria, que se ha comprometido en mejorar la modernización de la industria agrícola, un pilar tradicional en la economía kosovar, han hecho prevalecer el optimismo y mejorar circunstancialmente la decaída percepción de una región económicamente pobre y dependiente.

## Características
La economía de Kosovo sigue siendo débil. Después de los aumentos en 2000 y 2001, el crecimiento del producto interno bruto fue negativo en 2002 y 2003, y se espera que sea alrededor del 3% entre 2004-2005, y dada la debilidad aún de las fuentes internas de crecimiento no se ha podido compensar la disminución de la asistencia extranjera (vista por la falta de reconocimiento por parte de la comunidad internacional en general). 
La inflación; aunque es relativamente baja, hace que la recuperación económica se ralentice; mientras que el presupuesto publicado obtuvo un déficit por primera vez, éste no ha satisfecho los requerimientos del gobierno central. En 2004, el déficit de la balanza de bienes y servicios se acercó al 70% del PIB. Las remesas de las personas que viven en el extranjero suponen un 13% del producto interno bruto, y la asistencia extranjera es alrededor de un 34% del ingreso nacional bruto. 
El desarrollo económico desde 1999 ha tenido como base la agricultura; el comercio, en sus diversas ramas como la minorista; la industria de los servicios y la industria de la construcción. El sector privado que ha surgido desde 1999 se da principalmente a pequeña escala. El sector industrial sigue siendo débil y el suministro de energía eléctrica sigue siendo poco fiable, actuando como un obstáculo clave, ya que es usado como un medio de presión por parte de Serbia para inestabilizar al autoproclamado gobierno disidente proalbanés.

## Desempleo
El desempleo estimado sigue siendo generalizado, en torno al 35-40% de la fuerza de trabajo.

## Comercio
Las primeras cifras para Kosovo del comercio exterior de bienes muestran un déficit comercial neto de 143,1 millones de euros para diciembre de 2007 en comparación con el déficit de 133,0 millones de euros para el mismo período de 2006. Las exportaciones e importaciones comprendidas entre el periodo de 2007 fueron respectivamente de 13.7 millones de euros y de 156.8 millones de euros. Se observa un incremento del promedio de las exportaciones (155,8%) y asimismo un aumento de las importaciones (13,3%) comparado con el mismo  periodo del año 2006.
Las producciones económicas kosovares de exportación en diciembre de 2007 estaban distribuidas así: 
- Albania (8,1%).
- Bélgica (17,6%).
- Bulgaria (4, 7%).
- Serbia (8,1%).
- Macedonia del Norte (6,2%).
- Suecia (23,9%).

Según los datos correspondientes al período de diciembre de 2007 los porcentajes de importaciones son los siguientes:
- Alemania (10,6%).
- China (6,8% ).
- Macedonia del Norte (15,2%).
- Serbia (12,8%).
- Turquía (5,5%).

Asimismo es de notarse que el balance de sus estados de importaciones/exportaciones es deficitario, siendo que los países miembros de la UE han importado un significativo porcentaje de las producciones de origen kosovar (36,5%); y el porcentaje alcanzado por las importaciones ha sido bastante elevado con respecto a la producción kosovar total (60,1%).